# Dionisio Point Park
Dionisio Point Park är en park i Kanada.   Den ligger i provinsen British Columbia, i den sydvästra delen av landet, 3 600 km väster om huvudstaden Ottawa. Dionisio Point Park ligger 56 meter över havet. Den ligger på ön Galiano Island.
Terrängen runt Dionisio Point Park är huvudsakligen platt, men åt sydost är den kuperad. Havet är nära Dionisio Point Park åt sydost. Trakten är glest befolkad. Närmaste större samhälle är Ladysmith, 17,7 km väster om Dionisio Point Park. 